# أليس آني كيني
أليس آني كيني (بالإنجليزية: Alice Annie Kenny)‏ (31 أغسطس 1875 - 15 مايو 1960)؛ شاعرة، كاتِبة وروائية نيوزيلندية.